# Fiorinia drimydis
Fiorinia drimydis är en insektsart som först beskrevs av William Miles Maskell 1879.  Fiorinia drimydis ingår i släktet Fiorinia och familjen pansarsköldlöss. Inga underarter finns listade i Catalogue of Life.